# Молочай серпуватий
Молоча́й серпуватий, молочай серповидний (Euphorbia falcata) — вид трав'янистих рослин з родини молочайні (Euphorbiaceae), поширений у Північній Африці і Євразії.

## Опис
Однорічна, гола або розсіяно-волосиста рослина, 7–30 см заввишки зі стрижневим коренем. Стебла розпростерті або рідше прямостійні, дуже розгалужені. Нижні листки подовжено-лопатчаті, тупі або виїмчасті, верхівкові — округло-яйцеподібні, біля основи — нерівнобокі. Головних променів зонтика 3–5. Коробочка еліпсоїдна, трикутна, діаметром 1,5–2 мм, гладка. Насіння яйцеподібне, 1,2–1,8 × 0,7–1,1 мм, жовтувато-коричневе, коли молоде, блідо- або темно-сіре, коли дозріває. Квітне у червні — серпні.

## Поширення
Поширений у Північній Африці, Європі, крім півночі, у Західній, Центральній та Південній Азії; інтродукований до США.
В Україні вид зростає уздовж доріг, на полях — у Лісостепу та Степу, головним чином у лівобережній частині й у Криму.